# رامون ريفاس
رامون ريفاس (بالإنجليزية: Ramón Rivas) مواليد 3 يونيو 1966 في بورتوريكو، هو لاعب كرة سلة محترف بورتوريكي سابق وحمل الرقم 45. مثّل منتخب بلاده. شارك في مسابقة كرة السلة في الألعاب الأولمبية الصيفية. لعب في الرابطة الوطنية لكرة السلة، الرابطة الوطنية لرياضة الجامعات ودوري بورتوريكو لكرة السلة.

## روابط خارجية
- رامون ريفاس على موقع الاتحاد الدولي لكرة السلة (الإنجليزية)
- رامون ريفاس على موقع الاتحاد الدولي لكرة السلة (الإنجليزية)
- رامون ريفاس على موقع إن بي أي (الإنجليزية)
- رامون ريفاس على موقع سبورتس رفرنس (الإنجليزية)
- رامون ريفاس على موقع الدوري الإسباني لكرة السلة (الإسبانية)
- رامون ريفاس على موقع كرة السلة الأوروبية.كوم (الإنجليزية)
- رامون ريفاس على موقع كلية كرة السلة في سبورتس رفرنس.كوم (الإنجليزية)
- رامون ريفاس على موقع ريلجم (الإنجليزية)
- رامون ريفاس على موقع بروبوليرز (الإنجليزية)
- رامون ريفاس على موقع سبورتس رفرنس (الإنجليزية)